# Alexander Zammit
Alexander „Alex” Zammit (ur. 3 marca 1962) – maltański zapaśnik walczący w stylu wolnym. Olimpijczyk z Los Angeles 1984, gdzie zajął osiemnaste miejsce w wadze lekkiej.
Zajął dziewiętnaste miejsce na mistrzostwach Europy w 1988. Siódmy na igrzyskach Wspólnoty Narodów w 1982 roku. Szósty na igrzyskach śródziemnomorskich w 1983 roku.

## Letnie Igrzyska Olimpijskie 1984
| Konkurencja      | Rundy eliminacyjne  | Rundy eliminacyjne        | Klas. końcowa |
| Konkurencja      | Przeciwnik I        | Przeciwnik II             | Miejsce       |
| ---------------- | ------------------- | ------------------------- | ------------- |
| 68 kg styl wolny | David McKay (CAN) P | Zsigmond Kelevitz (AUS) P | 18.           |